# Lucien Dautresme
Auguste-Lucien Dautresme, född den 21 maj 1826 i Elbeuf, död den 18 februari 1892 i Paris, var en fransk politiker.
Dautresme, som var fabriksägare och kompositör, tillhörde sedan 1876 deputeradekammaren, där han slöt sig till vänstra centern, och var handelsminister 1885 under Henri Brisson och 1887–1888 först i Maurice Rouviers, sedan i Pierre Tirards kabinett. Han inlade stor förtjänst om 1889 års världsutställning i Paris och blev 1891 senator.